# Орден Святой Анастасии
Императорский орден Святой великомученицы Анастасии — женский династический орден Российского Императорского дома. Он был учрежден 20 августа 2010 года великой княгиней Марией Владимировной.

## Создание
Орден был учрежден в честь святой Анастасии Узорешительницы, покровительницы первой царицы из династии Романовых, Анастасии Романовны (1530—1560). Учреждение ордена было приурочено к 450-летию со дня кончины Анастасии Романовны.
Орден вручается великой княгиней Марией Владимировнойисключительно женщинам, российским и иностранным, которые отличились своими деяниями в области благотворительности, культуры, образования, науки, медицины и другой деятельности на благо российского государства или императорского дома .
Орденские праздники: 22 декабря /4 января, память святой Анастасии Узорешительницы, и 28 июля/7 августа, память царицы Анастасии Романовны.
Орден состоит из одной степени.

## Статус ордена в России
В России орден Святой Анастасии, как и другие награды Марии Владимировны, не имеет никакого официального статуса, но получать их и носить не запрещено.

## Знаки ордена
Знак ордена состоит из мальтийского креста белой эмали, увенчанного императорской короной, дополненного четырьмя золотыми грифонами, геральдическими символами Династии Романовых, в углах креста. В центре креста находится медальон с изображением Святой Анастасии, выполненным, вопреки традициям русской дореволюционной фалеристики, в иконописном византийском стиле. 
Награждённые дамы носят знак ордена на банте на левой стороне груди.

## Награждённые
- Великая княгиня Мария Владимировна — гроссмейстер ордена.
- Наталья Поклонская, бывший прокурор Республики Крым. (2014)[6].
- Мария-Луиза Колейро Прека, 9-й Президент Мальты (2017)[7].
- Принцесса Виктория Романовна (урождённая Ребекка Вирджиния Беттарини) (2021)[8].
- Карла Вирджиния Каччиаторе (мать принцессы Виктории Романовны) (2021).
- Матушка Ирина Петровна Лукьянова (овдовевшая супруга Протопресвитера Валерия Лукьянова) (2024)[9].